# Nesogalepsus
Nesogalepsus es un género de mantis de la familia Tarachodidae.

## Especies
Las especies de este género son:
- Nesogalepsus andriai
- Nesogalepsus beieri
- Nesogalepsus conspersus
- Nesogalepsus hova
- Nesogalepsus madagascariensis
- Nesogalepsus sikorii
- Nesogalepsus tuberculatus